# Mantella milotympanum
Mantella milotympanum je druh žáby patřící do čeledi mantelovití (Mantellidae) a rodu mantela (Mantella). Byla popsána Marcem Staniszewskim v roce 1996. Sdílí největší příbuznost s druhem mantela žlutavá (Mantella crocea) a je možné, že se může jednat i o dvě různě zbarvené populace stejného druhu. Mantella milotympanum obývá střední a východní část ostrova Madagaskar, konkrétně v okolí města Fierenana. Žije v galeriových lesích nebo sezónně zaplavovaných lesích. Lze ji najít v nadmořské výšce od 900 do 1 000 m n. m.

## Popis
Mantella milotympanum je nejmenší ze všech druhů mantel, dosahuje velikosti 15 až 18 mm, ale je poměrně zavalitá. Tento druh mantely má žlutooranžové až červenooranžové zbarvení. Břicho je stejně zbarvené jako tělo, avšak světleji, holeně jsou červené. Okolo bubínku a někdy také u nosních dírek se rozvíjejí černě zbarvené skvrny, čemuž napovídá i název žáby v anglicky mluvících zemích black-eared mantella (černouchá mantela). Druh je aktivní během dne. Obyčejně je plachý, ukrytý pod hrabankou, odkud se může ozývat nepravidelným švitořením. Rozmnožování probíhá podobně jako u dalších mantel patřících do stejného rodu. Samice naklade vajíčka o velikosti 1 mm na zem, přičemž v jedné snůšce jich může být až dvacet. Oplodnění může být uskutečněno do dvou dnů, poté se začnou vyvíjet pulci, které později spláchnou deště do vodních toků, kde jejich vývoj nadále pokračuje. Mantella milotympanum pojídá hmyz.

## Ohrožení
Mantella milotympanum je podle Mezinárodního svazu ochrany přírody hodnocena jako kriticky ohrožený druh (CR) s klesající populací. Nebezpečí představuje především ztráta přirozeného prostředí; lesy, které tato žába obývá, jsou káceny pro dřevo, mimo to v oblasti postupuje zemědělství a rozšiřování lidských sídel, stejně tak jako požáry či šíření blahovičníků. Hrozbou je též lov pro obchod se zvířaty. Pro zachování druhu je nezbytná ochrana přirozeného prostředí, stejně jako regulace obchodu a monitoring stávajících populací. Druh je zapsán na Úmluvu o mezinárodním obchodu s ohroženými druhy volně žijících živočichů a rostlin do druhé přílohy.